# Contramaestre
Contramaestre è un comune di Cuba, situato nella provincia di Santiago di Cuba.